# Ewart Jones
Ewart Ray Herbert Jones (16 mars 1911 - 7 mai 2002) est un chimiste organique gallois et administrateur universitaire, dont les domaines d'expertise le conduisent à des découvertes dans la chimie des produits naturels, principalement des stéroïdes, des terpènes et des vitamines. Ses travaux conduisent également à la création de l'oxydation de Jones .

## Vie privée
Jones est né à Wrexham en 1911 et grandit dans le petit village de Rhostylen, au Pays de Galles avec sa famille évangélique. Entre juillet 1924 et mars 1927, sa sœur meurt de la tuberculose, sa grand-mère décède et son père se noie. Il fréquente la Grove Park School à Wrexham, au Pays de Galles, puis entre au University College of North Wales, Bangor en 1929, dans l'espoir de se concentrer sur la physique, mais obtient un diplôme spécialisé en chimie en 1932 à la place. Il est invité à rester à l'Université par le chef du département, JL Simonsen, et y reste pendant deux ans .
En 1937, il épouse Frances Copp, qu'il a rencontrée lors de leurs études à Bangor. Ils ont trois enfants, deux filles et un fils.

## Carrière
En 1938, il devient chargé de cours à l'Imperial College of Science and Technology de Londres. En 1940, il reçoit la médaille et le prix Meldola de la Royal Society of Chemistry. Pendant la Seconde Guerre mondiale, il forme des officiers du gaz et après la guerre, il retourne à l'Imperial College en tant que lecteur et professeur adjoint.
En 1947, à l'âge de 36 ans, il accepte la chaire Sir Samuel Hall de chimie à l'Université de Manchester. Après avoir expérimenté différents réactifs, il découvre l'Oxydation de Jones par l'acide chromique des alcools secondaires en cétones dans l'acétone. Après avoir rejoint le groupe Heilbron à Manchester, Jones est initié à la chimie de l'acétylène, ce qui conduit finalement à ses travaux sur la vitamine A. Plus tard, il travaille avec le groupe Halsall, en particulier avec la molécule d'hydroxypropanone .
En 1954, il est nommé professeur Waynflete de chimie organique et directeur du laboratoire Dyson Perrins à l'Université d'Oxford, poste qu'il occupe jusqu'en 1978.

## Honneurs et récompenses
Il est élu membre de la Royal Society en 1950 et fait chevalier en 1963. Il est président de la Chemical Society (1964-1966), président du Royal Institute of Chemistry (1970-1971) et premier président de la Royal Society of Chemistry (1980-1982). Il remporte la Médaille Davy de la Royal Society en 1966 « en reconnaissance de ses contributions remarquables à la chimie organique synthétique et à l'élucidation des structures des produits naturels » .